# Glyceria alnasteretum
Glyceria alnasteretum là một loài thực vật có hoa trong họ Hòa thảo. Loài này được Kom. mô tả khoa học đầu tiên năm 1914.